# Marco Cornelio Maluginense (console)
Marco Cornelio Maluginense (fl. V secolo a.C.) è stato un console repubblicano romano.

## Consolato
Marco Cornelio Maluginense fu eletto console a Roma nel 436 a.C. con il collega Lucio Papirio Crasso.
I romani, che l'anno prima erano risultati vincitori contro una coalizione nemica nella Battaglia di Fidene, cercarono di provocare battaglia contro Veio e Fidene; non riuscendo nell'intento, si limitarono a razziarne le campagne.
In quel periodo si registrarono solo alcuni disordini provocati dal tribuno della plebe Spurio Melio quando attaccò Gaio Servilio Strutto Ahala e Lucio Minucio Esquilino Augurino, accusando il primo di aver mosso false accuse contro il cavaliere Spurio Melio e il secondo di averlo giustiziato senza processo. Ma poiché il nome di Spurio Melio non era più popolare e le preoccupazioni del popolo erano più rivolte a un'epidemia di peste, le azioni del tribuno rimasero senza conseguenze.